# ジャンクハンター吉田
ジャンクハンター吉田（ジャンクハンターよしだ、本名：吉田武、1970年11月5日 - ）は、日本の会社経営者、元プロレスラー、ゲーム・映画コラムニスト。東京都北区赤羽出身。東京都立赤羽商業高等学校卒業。身長184cm。

## 経歴
ハリウッドのアクション俳優チャック・ノリスがロサンゼルスで経営していたマーシャルアーツ道場に1989年に入門し、帰国後、1990年アニマル浜口トレーニングジムに移籍。翌1991年スポーツ会館サンボスクールに移籍。1993年正道会館を経てプロ格闘家として活動したが、ケガのため引退した。2000年に入りトウカイブシドーに口説かれ、彼が支部長を務めていたCMA東京に所属。2000年12月24日、東京国際フォーラムでのvsちん戦にてプロレスデビュー。2002年まで活動を行ったが、現DDT所属の男色ディーノのデビュー戦を務めたのち引退。本業であったゲーム・映画コラムニストとしての活動に専念することとなった。
映画やゲームへ精通していることから、ゲームラボ誌を中心に得意の分野で連載をいくつも持つ。TVチャンピオンや任天堂スポンサーのマリオスクール、くりぃむしちゅー司会のファミコン系クイズ番組など、豊富な知識を活かし、テレビ出演も多い。
出版業界には中学卒業後、定時制高校へ通いながらJICC出版局（現在の宝島社）で『ファミコン必勝本』や毎週発売されるゲーム攻略本の編集補助を2年半担当。余談だが隣の編集部では映画評論家の町山智浩が別冊宝島の編集をしており、後の映画秘宝で仕事をするきっかけともなった。その後、銀座にある映画系広告代理店の現代へ勤務し、7年勤めたのちに退職。1998年秋よりデジタルハリウッド御茶ノ水校へ通いながら、テレビ番組や映像制作現場でのADを務めつつ、再び出版業界へ戻った。
現在は有限会社クルーズの代表取締役。休眠中の映画秘宝.com編集長、自社媒体のEnterJamなど、ゲーム業界、映画業界、出版業界を主軸にしながら、各社でコンサルティングやスーパーバイザーとしても活動している。
2008年4月末に「ゲームになった映画たち」が三才ブックスより刊行された。Tシャツブランド・MARS SIXTEENの外部役員を務めていたことがある。
2018年6月21日　過去のバイク事故から起因する後遺症で右足を切断手術したことをインスタで告白した。その際、当時50回劇場に通ったという『ロボコップ』
の主人公、マーフィーに近づけるという理由で切断を即決したと語り、2019年に「ロボコップ・コンベンション東京2019」を開催したほか、4K上映権を購入して全国各地で上映。以降はゲームライターを続けつつ、義足や車いすという経験から交通ジャーナリストとして活動域を広げる。
2019年4月、北区（東京都）議会議員選挙に「よしだ武」名義で無所属で出馬し落選。

## 司会・出演
- カプコン主催「カタン ワールドチャンピオンシップ2004」
- 日本カタン協会主催「カタン ワールドチャンピオンシップ2005」

## 著書
- ゲームになった映画たち　シネマゲーム完全読本＜編著＞（三才ブックス）
- 超クソゲーINTERNATIONAL　バトルゲーム大全＜ゲストライター＞（太田出版）
- 北京五輪もヤバい!? ドーピング毒本＜ゲストライター＞（洋泉社）